# Enigmosaurus
Enigmosaurus (gr.: „Mysteriöse Echse“) war ein aus dem heutigen Asien stammender theropoder Dinosaurier. Bezüglich der Systematik wird Enigmosaurus der Therizinosauroidea zugeordnet. Die einzige bekannte Art ist Enigmosaurus mongoliensis.
Fossilien des vor etwa 91 bis 72 Millionen Jahren lebenden Echsenbeckensauriers wurden in der Mongolei von den Paläontologen Barsbold und Perle im Jahr 1983 gefunden sowie beschrieben. Enigmosaurus dürfte eine Länge von etwa sieben Metern erreicht haben. Das Gewicht wird auf ungefähr 900 Kilogramm geschätzt. Sein Aussehen kam dem des nahe Verwandten Erlikosaurus nahe. So verfügte er über riesige Krallen an den Fingern, wie es für Therizinosauriden typisch war.
Vermutlich ernährte sich der Dinosaurier von Pflanzen und bewegte sich biped (zweibeinig) fort.

## Systematik
Ursprünglich teilte Barsbold Enigmosaurus einer eigenen Familie, der Enigmosauridae, zu. 1992 ging Currie davon aus, dass Enigmosaurus ein Segnosauridae gewesen sein muss. Zwei Jahre später ordneten Russell und Dong Enigmosaurus der Therizinosauridae zu. Laut Clark et al. ist Enigmosaurus der Therizinosauroidea zuzuteilen (2004).